# Sauris auricula
Sauris auricula là một loài bướm đêm trong họ Geometridae.